# Дож на Генуа
Дож на Генуа е титлата на изборния държавен глава на Генуезката република от 1339 г. до 1797 г.
Длъжността и титлата са заимствани от Венеция през 1339 г. Първият дож на Генуа е Симоне Боканегра. От 1384 до 1515 г. най-достойните и популярни граждани на Генуа заемат поста, с изключение на периодите на чужда окупация. През 1528 г. постът на дожа е възстановен от генуезките аристократи, но с ограничен срок за управление – две години. Длъжността престава да съществува, както и във Венеция, през 1797 г., когато Генуа губи своята независимост и длъжността дож е премахната. Последният генуезки дож е Джакомо Мария Бриньоле.